# Mimide
Mimidele (Mimidae) sau sturzii zeflemitori este o familie relativ mică de păsări, exclusiv americane, din ordinul paseriforme. Mimidele sunt răspândite în America din nordul Canadei spre sud până în sudul Argentinei și Chile. Cel mai mare număr de specii trăiește în sud-vestul Statelor Unite și Mexic. Familia include 34 de specii, aparținând la 10 genuri. Sunt înrudite cu sturzii și pănțărușii și duc o viață de pădure, boschete sau pe sol. Sunt păsări mici având lungimea corpului de 20-30 cm. Au aripile scurte și rotunjite, vibrize la baza ciocului, coada este de regulă lungă și etajată. Ciocul puternic are forme variate, în general este lung și ușor curbat în jos. Cele mai multe specii au o colorație modestă, cenușie sau cafenie, uneori cu pete albe pe aripi și pete întunecate sau dungi pe partea ventrală a corpului. Unele au un penaj mai viu (de exemplu, albastru). Mimidele construiesc un cuib compact în formă de cupă în tufișuri sau copaci, de obicei, nu mai puțin la 1 m și nu mai mult la 6 m deasupra solului. Construiesc ambii părinți timp de 3-4 zile. Ponta constă din 3-6 ouă verzui, cu pete brun-roșcate. Clocește aproape exclusiv femela, masculul o poate înlocui uneori. Durata incubației este de 12-14 zile. Puii sunt hrăniți de ambii părinți. Mimidele sunt omnivore, deoarece consumă nu numai insecte și alte nevertebrate, ci și multe semințe, în special, fructe. Mimidele sunt cunoscute pentru cântecul lor puternic și variat, în care includ multe sunete imitate. Imită cu o adevărată artă fel de fel de alte păsări; au voce deosebit de plăcută, sonoră și foarte variată, fapt pentru care sunt ținuți în colivii, unde se îmblânzesc ușor. Pot imita nu numai cântece și alte sunete sau zgomote pe care le aud, dar chiar și unele gesturi. Cea mai cunoscută specie în acest sens, este sturzul zeflemitor poliglot (Mimus polyglottos), răspândit în sudul Statelor Unite. El, ca și multe alte mimide, cântă tot timpul anului.

## Sistematica
Familia Mimide conține 34 de specii aparținând la 10 de genuri:
- Melanotis
  - Melanotis caerulescens
  - Melanotis hypoleucus
- Melanoptila
  - Melanoptila glabrirostris
- Dumetella
  - Dumetella carolinensis = Sturzul miorlăitor
- Ramphocinclus
  - Ramphocinclus brachyurus
- Allenia
  - Allenia fusca
- Margarops
  - Margarops fuscatus
- Cinclocerthia
  - Cinclocerthia ruficauda
  - Cinclocerthia gutturalis
- Mimus
  - Mimus thenca
  - Mimus patagonicus
  - Mimus saturninus
  - Mimus triurus
  - Mimus dorsalis
  - Mimus longicaudatus
  - Mimus polyglottos = Sturzul zeflemitor poliglot, Sturzul zeflemitor nordic
  - Mimus gilvus
  - Mimus graysoni
  - Mimus gundlachii
  - Mimus trifasciatus
  - Mimus parvulus
  - Mimus macdonaldi
  - Mimus melanotis
- Oreoscoptes
  - Oreoscoptes montanus
- Toxostoma
  - Toxostoma curvirostre
  - Toxostoma ocellatum
  - Toxostoma rufum = Sturzul zeflemitor american
  - Toxostoma longirostre
  - Toxostoma guttatum
  - Toxostoma bendirei
  - Toxostoma cinereum
  - Toxostoma redivivum
  - Toxostoma crissale
  - Toxostoma lecontei